# Digipack

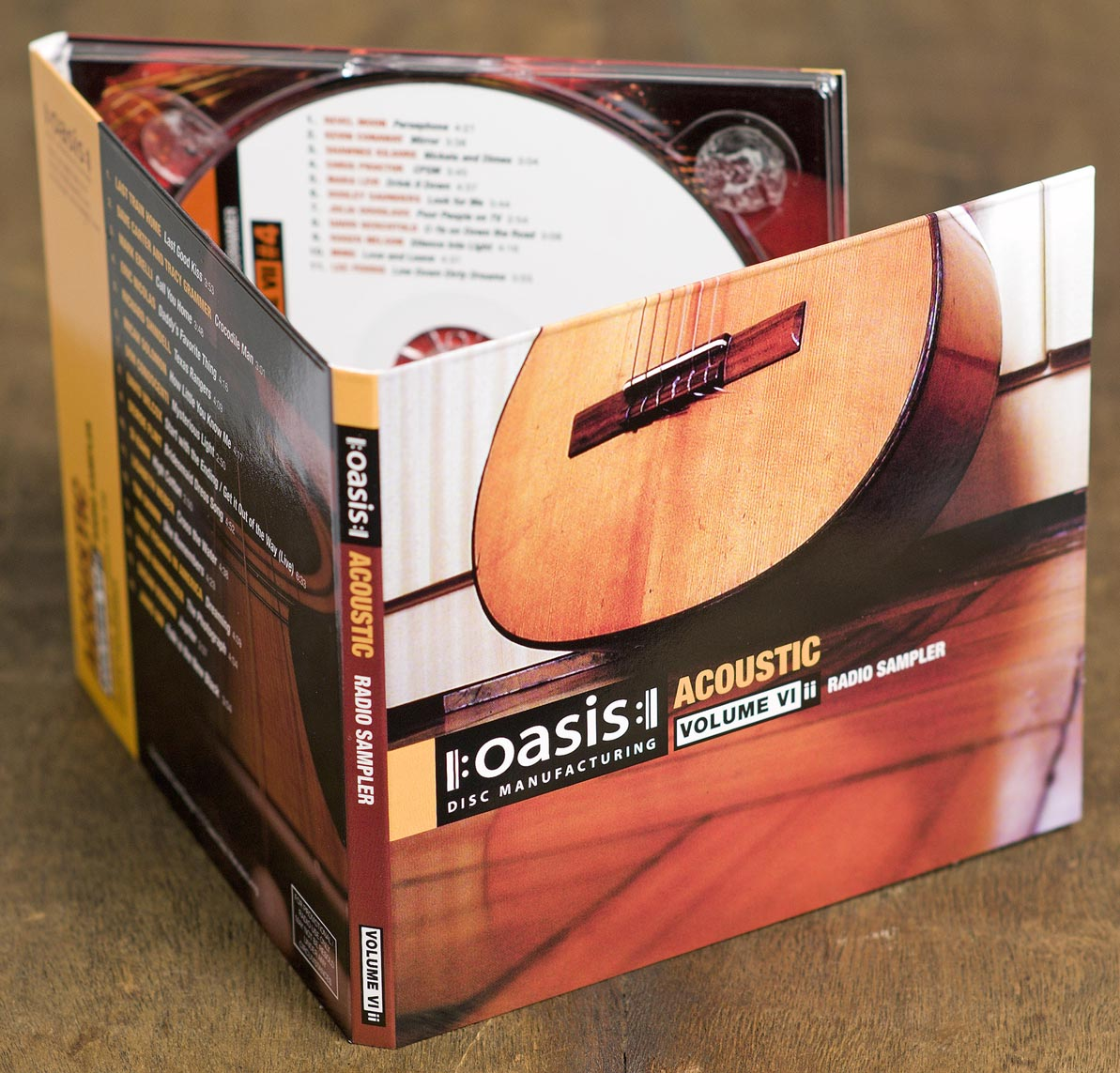
Exemplo de embalagem Digipack

Digipack é um tipo de capa acrílica para CD e DVD patenteado pela AGI Media.

## Revisão
Dependendo da versão, consiste de uma ou mais capas acrílicas internas, contidas em um cartão de várias formas, tipicamente no estilo de formato de livro.
Na maioria das vezes, um "digipack" é uma versão alternativa de uma capa de um álbum em CD, usualmente de versão luxo. Estas contém material extra, assim dando acréscimo as versões regulares de cada álbum.